# Мышагин, Николай Иванович
Николай Иванович Мыша́гин (15 октября 1955, Усть-Каменогорск — 23 ноября 2020) — казахстанский и российский тренер по хоккею с шайбой. Заслуженный тренер Казахской ССР.

## Биография
Воспитанник «Торпедо» (Усть-Каменогорск). Играл на позиции нападающего в команде класса «Б» «Спутник» (Альметьевск) в 1976-77 гг.

## Тренер
Карьеру тренера начал в ДЮСШ усть-каменогорского «Торпедо» где работал с детьми 1970 г. р. позже с 1976 г. р. и воспитал таких мастеров как Вадим Тарасов, Евгений Летов, Николай Курочкин, Артем Аргоков, Евгений Пупков, Алексей Коледаев, Станислав Пиневский. Позже стал директором ДЮСШ, был тренером молодёжной команды.
В 1994 году получил предложение возглавить команду первой лиги России «Горняк» из Белово и переехал туда с вместе с большой группой хоккеистов 1976 г. р., ещё через год стал главным тренером «Металлурга» из соседнего Новокузнецка, выступавшего в высшем эшелоне российского хоккея.
На профессиональном уровне тренировал следующие клубы:
- Горняк (Белово) 1994—1995
- Металлург (Новокузнецк) 1995—1997
- Металлург (Новокузнецк) 1997—1998, тренер-консультант
- Нефтяник (Альметьевск) 1999—2000
- Барыс (Астана) 2000—2002
- Казцинк-Торпедо (Усть-Каменогорск) 2002—2005
- Барыс (Астана) 2005—2007
- Южный Урал (Орск) 2007
- Приморье (Уссурийск) 2009—2011
- Ижсталь(Ижевск) в 2011 г.
- ХК Тамбов в августе — октябре 2012 г.

В 2002 году помимо Казцинк-Торпедо Мышагин стал преемником Бориса Александрова и в сборной Казахстана.
С первой попытки он смог вернуть сборную в элитный дивизион чемпионата мира и дважды выступить там: 13-е место в 2004 году и 12-е — в 2005-м.
Также под его руководством сборная Казахстана пробилась на Олимпийские игры 2006 года и заняла там 9-е место.
На чемпионате мира 2006 года сборная заняла 15-е место и вылетела в первый дивизион, после чего Мышагин покинул пост главного тренера.